# Gluta
Gluta là một chi thực vật có hoa trong phân họ Anacardioideae của họ Anacardiaceae. Trước phân loại thực vật này được sửa đổi bởi Ding Hou, một vài loài trong số chúng đã xếp trong chi Melanorrhoea.

## Các loài
- Gluta aptera (King) Ding Hou
- Gluta beccarii (Engl.) Ding Hou
- Gluta cambodiana Pierre
- Gluta capituliflora Ding Hou
- Gluta celebica Kosterm.
- Gluta compacta Evrard: Trâm mộc dày, sơn dày.
- Gluta curtisii (Oliver) Ding Hou
- Gluta elegans (Wall.) Kur
- Gluta glabra (Wall.) Ding Hou
- Gluta gracilis Evrard: Trâm mộc mảnh, sơn mảnh.
- Gluta laccifera (Pierre) Ding Hou: Sơn tiên, sơn huyết, suông tiên.
- Gluta lanceolata Ridl.
- Gluta laxiflora Ridl.
- Gluta longipetiolata Kurz
- Gluta macrocarpa (Engl.) Ding Hou
- Gluta malayana (Corner) Ding Hou
- Gluta megalocarpa (Evrard) Tardieu: Trâm mộc quả to, sơn quả to, sơn trái to.
- Gluta oba (Merr.) Ding Hou
- Gluta obovata Craib
- Gluta papuana Ding Hou
- Gluta pubescens (Ridl.) Ding Hou
- Gluta renghas L.
- Gluta rostrata Ding Hou
- Gluta rugulosa Ding Hou
- Gluta sabahana Ding Hou
- Gluta speciosa (Ridl.) Ding Hou
- Gluta tavoyana Hook.f.: Trâm mộc Tavoy, sơn Tavoy, sơn tà vôi.
- Gluta torquata (King) Tardieu
- Gluta tourtour Marchand
- Gluta travancorica Bedd.
- Gluta usitata (Wall.) Ding Hou: Sơn đào, sơn huyết lông.
- Gluta velutina Blume: Trâm mộc lông, sơn nước, son dại.
- Gluta wallichii (Hooh.f.) Ding Hou
- Gluta wrayi King: Sơn quả, trâm mộc Wray, trâm mộc wrayi.